# Ginástica artística nos Jogos Olímpicos de Verão de 2012 - Barra fixa
A final masculina da barra fixa da ginástica artística nos Jogos Olímpicos de Verão de 2012 foi realizada na North Greenwich Arena de Londres, em 7 de agosto.

## Medalhistas
| Ouro   | NED Epke Zonderland  |
| Prata  | GER Fabian Hambüchen |
| Bronze | CHN Zou Kai          |

## Qualificatória
| Pos. | Ginasta                | Pontos | Nota |
| ---- | ---------------------- | ------ | ---- |
| 1    | NED Epke Zonderland    | 15.966 | Q    |
| 2    | CHN Zhang Chenglong    | 15.933 | Q    |
| 3    | USA Danell Leyva       | 15.866 | Q    |
| 4    | GER Fabian Hambüchen   | 15.633 | Q    |
| 5    | USA Jonathan Horton    | 15.566 | Q    |
| 6    | RUS Emin Garibov       | 15.566 | Q    |
| 7    | CHN Zou Kai            | 15.533 | Q    |
| 8    | KOR Kim Ji-hoon        | 15.500 | Q    |
| 9    | GBR Kristian Thomas    | 15.366 | R    |
| 10   | USA John Orozco        | 15.266 |      |
| 11   | GBR Sam Oldham         | 15.100 | R    |
| 12   | ISR Alexander Shatilov | 15.100 | R    |

- Q – Qualificado para a final
- R – Reserva

## Final
| Pos.              | Ginasta              | Nota D | Nota E | Pen. | Total  |
| ----------------- | -------------------- | ------ | ------ | ---- | ------ |
| Medalha de ouro   | NED Epke Zonderland  | 7.900  | 8.633  |      | 16.533 |
| Medalha de prata  | GER Fabian Hambüchen | 7.500  | 8.900  |      | 16.400 |
| Medalha de bronze | CHN Zou Kai          | 7.900  | 8.466  |      | 16.366 |
| 4                 | CHN Zhang Chenglong  | 7.700  | 8.566  |      | 16.266 |
| 5                 | USA Danell Leyva     | 7.200  | 8.633  |      | 15.833 |
| 6                 | USA Jonathan Horton  | 6.800  | 8.666  |      | 15.466 |
| 7                 | RUS Emin Garibov     | 7.100  | 8.233  |      | 15.333 |
| 8                 | KOR Kim Ji-hoon      | 7.100  | 8.033  |      | 15.133 |